# Mitsuru Yoshida
Mitsuru Yoshida (Tokio, 6 de enero de 1923 – Ibidem, 17 de septiembre de 1979) fue un escritor japonés y oficial de la Armada Imperial Japonesa durante la Segunda Guerra Mundial. El 7 de abril de 1945 se encontraba a bordo del acorazado Yamato cuando este resultó hundido por las fuerzas de Estados Unidos en el transcurso de la operación Ten-Go, ideada por el alto mando japonés con la finalidad de dificultar el desembarco norteamericano en la isla de Okinawa. Basándose en sus experiencias durante la batalla escribió el libro Senkan Yamato-no Saigo (Los últimos días del acorazado Yamato). La obra se publicó en japonés en 1952 y se tradujo al inglés en 1985, siendo editada con el título Requiem for Battleship Yamato.

## Biografía
En 1943 mientras estudiaba derecho en la Universidad Imperial de Tokio fue movilizado y destinado a la marina de guerra, prestando servicios en el acorazado Yamato como oficial de radar. Tras la derrota japonesa fue licenciado y entró a trabajar en el Banco de Japón, donde transcurrió la mayor parte de su vida profesional. En 1948 se convirtió al catolicismo.